# Kroll Inc.
Kroll es una consultora de riesgo de cobertura global, con su sede en Nueva York. Desde que se fundara en 1972 por Jules B. Kroll como una empresa investigadora para el mundo financiero, Kroll ha expandido sus operaciones a un amplio abanico de actividades de gestión de riesgo: comprobando historiales de candidatos a trabajo, inteligencia empresarial, contabilidad forénsica, recuperación de datos electrónicos y sistemas de seguridad. Es una filial de Marsh & McLennan Companies, el mayor corredor de seguros en los EE. UU. y en el mundo.

## Historia
La marca Kroll "de toda la vida" tomó vida en los años 80, cuando ciertas corporaciones de Wall Street contrataron a Kroll para perfilar posibles inversores, socios y objetivos de opa. Kroll se especializó en identificar vínculos con empresas, instituciones o socios conocidos por fechorías financieras y profesionales. Con el paso del tiempo, Kroll se estableció como "el detective de Wall Street".
En los años 90, Kroll fue más allá de su marca tradicional de "Business Intelligence and Investigations--BI&I" al aprovechar los emolumentos de su creciente éxito profesional e invertirlos, adquiriendo otras empresas especializadas en comprobaciones de historiales, controles anti-dopaje, contabilidad forénsica, y recuperación de datos electrónicos.
En julio del 2004, Kroll misma fue adquirida por la empresa Marsh & McLennan Companies por casi dos mil millones de dólares.

## Cobertura geográfica
La sede de Kroll se encuentra en la ciudad de Nueva York, y en los EE. UU., sus oficinas más importantes se encuentran en Chicago, Los Ángeles, Eden Prairie, San Francisco, Dallas, Miami, Filadelfia y la ciudad de Washington. La oficina de Miami actúa como el cuartel general de las operaciones latinoamericanas de Kroll, que cuentan con oficinas en Argentina, Brasil, México y Colombia.
Las actividades de Kroll en Europa, Oriente Medio y África se juntan en una sola división, cuyo cuartel general se encuentra en Londres, que hoy día está establecida como una de las más importantes de la empresa. Kroll cuenta con una presencia considerable en España, al tener oficinas tanto en Madrid como en Barcelona. Europa viene completada por oficinas en París, Milán y Moscú, aunque Kroll desarrolla también una actividad considerable en Escandinavia, los Países Bajos y los países germanoparlantes. En Oriente Medio, la operación de Kroll se gestiona a través de su oficina en Dubái, que ofrece consultoría de riesgo a largo de tódo el Golfo Arábigo, llegando hasta Egipto y el Levante.
Kroll tiene una importante y creciente presencia en Asia, con oficinas immportantes en Hong Kong, Shanghái, Pekín, Tokio y Mumbai, además de varios satélites en la región.

## Actividades laborales
Kroll mantiene varios frentes de actividad laboral. En el 2008, MMC (propietaria de Kroll) decidió eliminar los frentes que no consideraban como "identificarlos" en Kroll, incluyendo a gran parte de la gestión de seguridad y servicios gubernamentales. En todo momento se pensó en la integración de las varias actividades dentro de Kroll, como también su compenetración con el resto de las empresas de MMC, que incluyen a las consultorias Mercer y Oliver Wyman.
Las actividades de Kroll son las siguientes

### Inteligencia e Investigaciones Financieras
"La marca de la casa" en Kroll, consiguiendo un perfil completo de los intereses profesionales y características personales y éticas de sus sujetos. A raíz de su éxito, varias empresas han surgido basándose en el modelo empresarial de Kroll BI&I. Dichas empresas han surgido ante la demanda del mercado local por contar con consultoras capaces de prestar estos servicios con garantías de éxito al mismo tiempo, que se adaptaban a la idiosincrasia de dichos mercados buscando no sólo un lógico ánimo de lucro sino la defensa de los intereses de las empresas del país donde se ubican las mismas. 
- Datos: Q1682000